# كوراي غونتر
كوراي غونتر (بالتركية: Koray Günter)‏ وهو لاعب كرة قدم ألماني تركي ولد في يوم 16 أغسطس 1994 في مدينة هوختر في ألمانيا، يلعب حالياً مع نادي غلطة سراي كما لعب نادي بوروسيا دورتموند، ولعب مع منتخب تركيا لكرة القدم تحت 21 سنة ويبلغ طوله 185 سم.

## روابط خارجية
- كوراي غونتر على موقع الاتحاد الدولي (مؤرشف)  (الإنجليزية)
- كوراي غونتر على موقع الاتحاد الأوربي (الإنجليزية)
- كوراي غونتر على موقع اتحاد تركيا (لاعب) (الإنجليزية)
- كوراي غونتر على موقع قاعدة بيانات كرة القدم.إي يو (الإنجليزية)
- كوراي غونتر على موقع بيانات كرة القدم. دي إي (الألمانية)
- كوراي غونتر على موقع Soccerbase.com (لاعب) (الإنجليزية)
- كوراي غونتر على موقع Soccerway.com (الإنجليزية)
- كوراي غونتر على موقع عالم كرة القدم.نت (الإنجليزية)
- كوراي غونتر على موقع AS.com (الإسبانية)